# Stara Kamienica
Stara Kamienica (niem. Altkemnitz) – wieś w Polsce, położona w województwie dolnośląskim, w powiecie karkonoskim, w gminie Stara Kamienica, której jest siedzibą.

## Podział administracyjny
W latach 1975–1998 miejscowość należała administracyjnie do województwa jeleniogórskiego.

## Religia
Stara Kamienica jest siedzibą parafii Ścięcia św. Jana Chrzciciela.

## Nazwa
12 listopada 1946 r. nadano miejscowości polską nazwę Stara Kamienica.
Na przestrzeni wieków nazwa miejscowości posiadała różne warianty: Chemnice (1242), Kemnitz (1297), Kempnitz (1305), villa anteriori Kemenicz (1370), Kemmenicz (1370), Kemnicz (1380), Kamenecz (1380), Kempnicz superior (1384), Kamnitz (1687), Kemnitz (1726), Alt Kemnitz (1765), Alt Kamitz (1818), Kamniz (1825), Chemniz (1825), Alt Kemniz (1825), Kamenica (1845), Alt Kemnitz (1845), Kamieniec (1900), Altkemnitz (1918), Kamienica (1945). 

## Demografia
- 1786 r. - 1239 mieszkańców
- 1933 r.[5] – 1321 mieszkańców[6]
- 1939 r.[7] – 1354 mieszkańców[6]
- 1941 r. – 1357 mieszkańców
- 1988 r. – 1282 mieszkańców
- 2005 r. – 1253 mieszkańców
- 2011 r. – 1259 mieszkańców
- 2018 r. - 1700 mieszkańców

## Zabytki
Do wojewódzkiego rejestru zabytków wpisane są obiekty:
- kościół parafialny Ścięcia św. Jana, z XV wieku, przebudowany w XVII w.
- ruiny zamku, z połowy XVI w.[9]

Inne zabytki:
- plebania parafii pw. Ścięcia św. Jana Chrzciciela.

## Galeria

Główne obiekty w Starej Kamienicy.
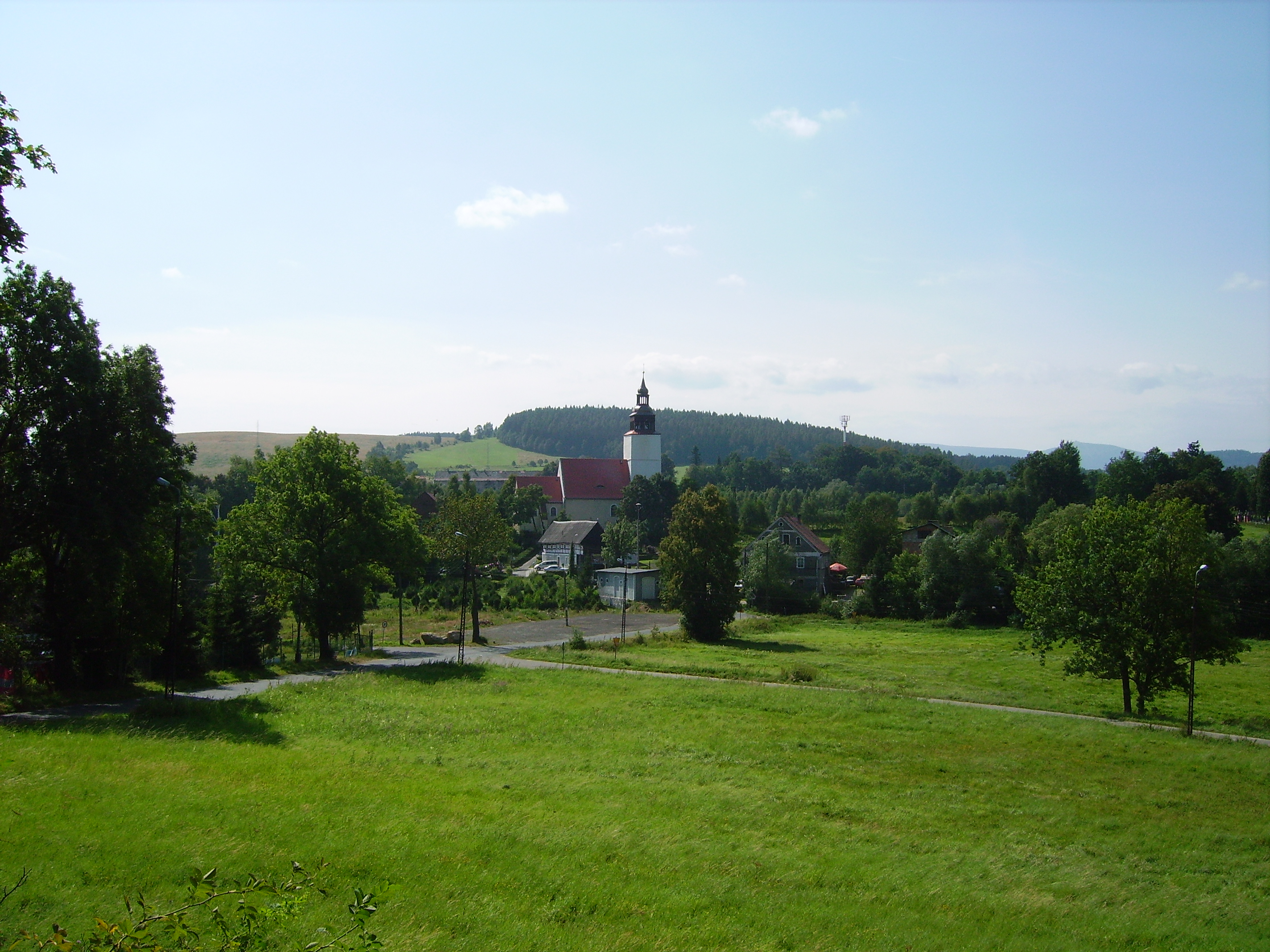
Stara Kamienica - widok ogólny.
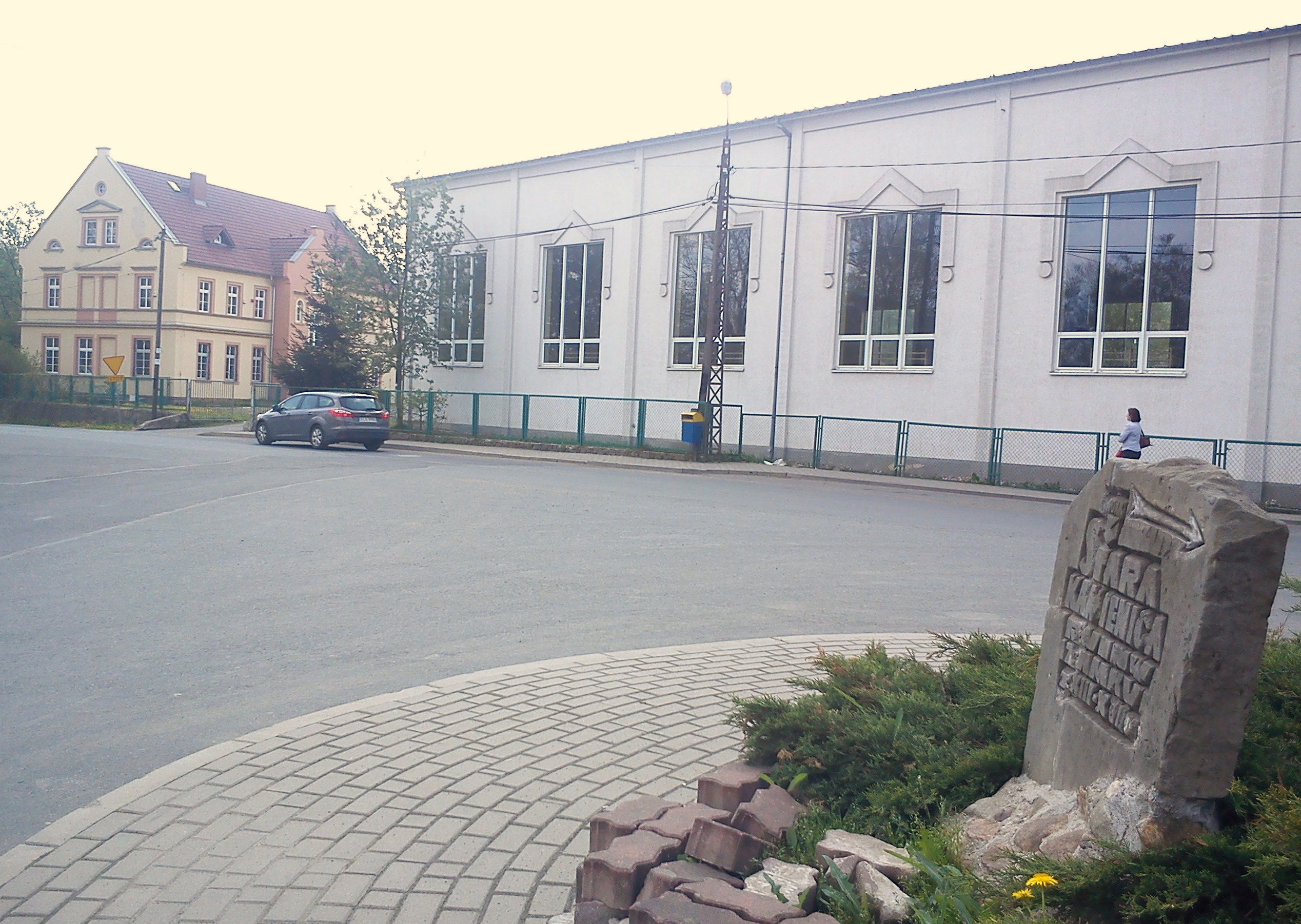
Centrum Starej Kamienicy, biały budynek to sala sportowa.
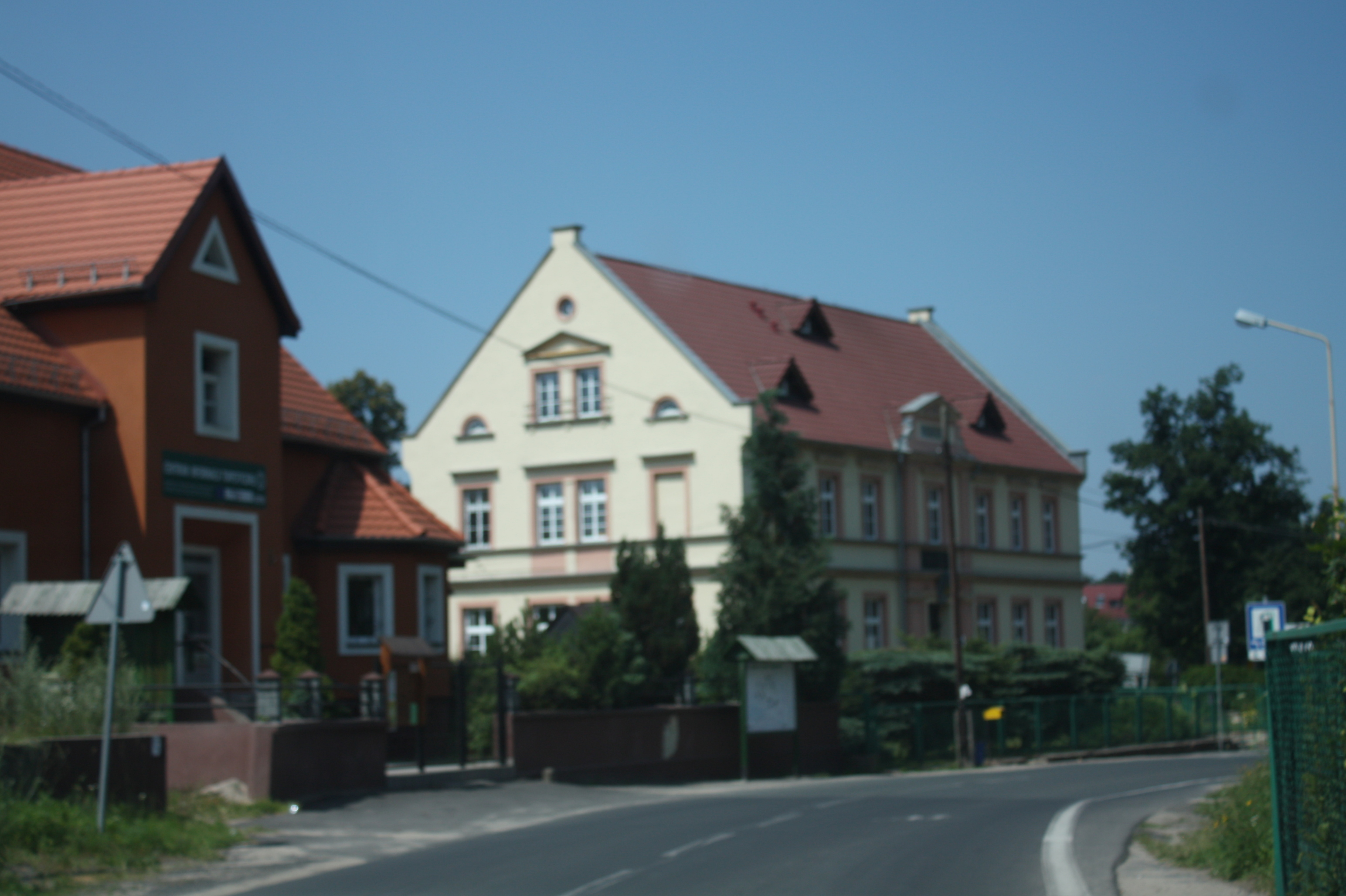
Budynek szkoły w Starej Kamienicy.
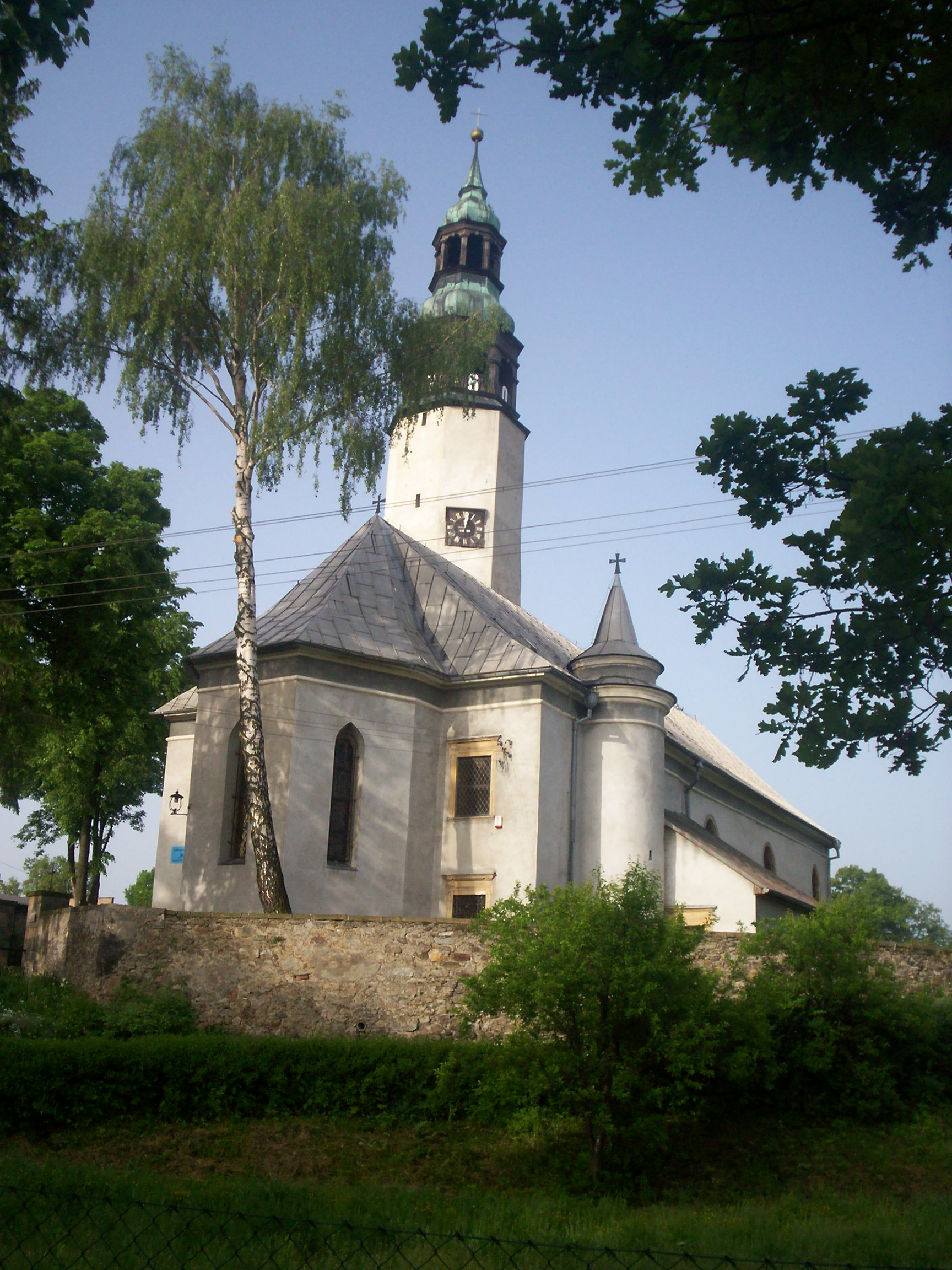
Kościół pw. Ścięcia św. Jana Chrzciciela.
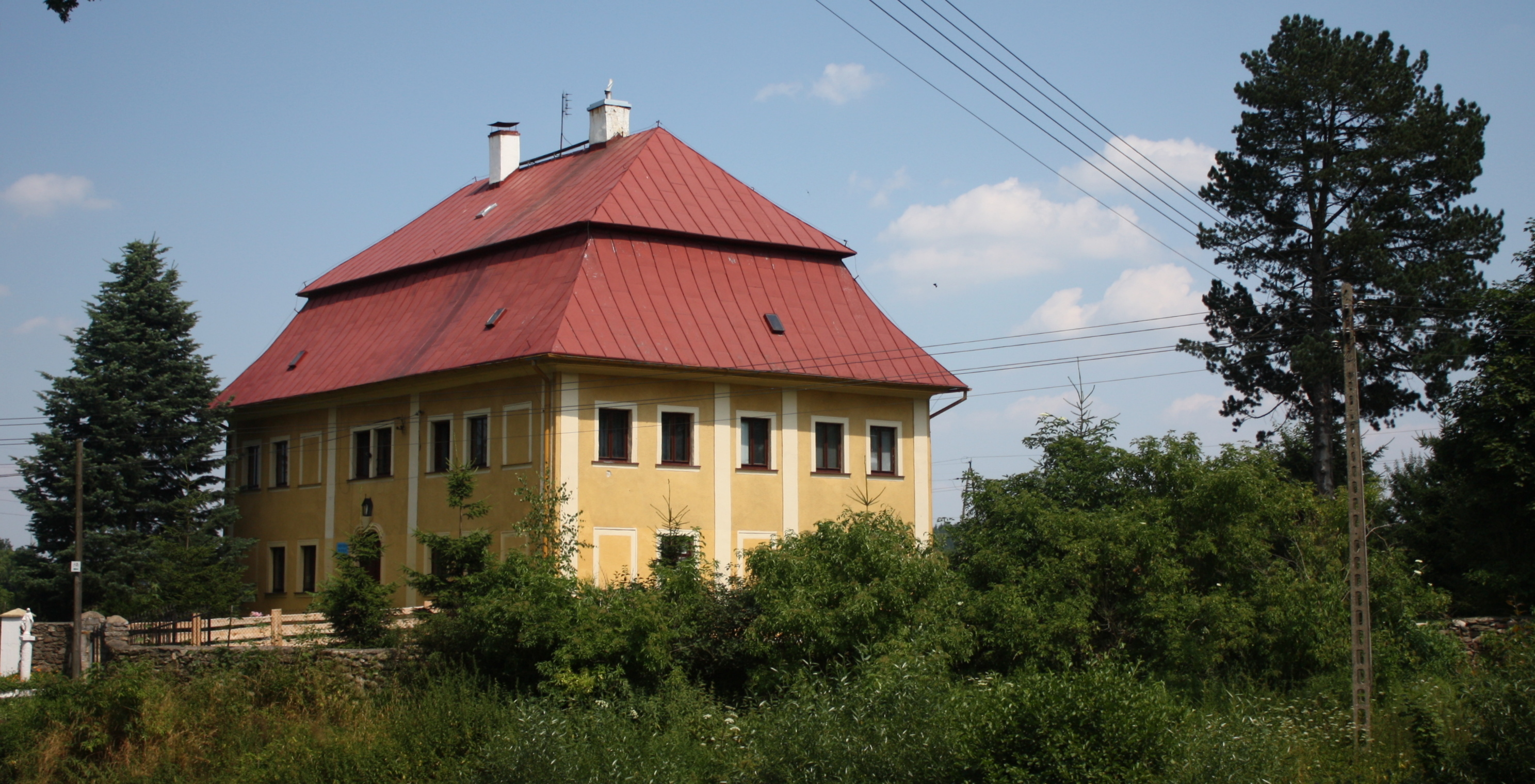
Plebania parafii pw. Ścięcia św. Jana Chrzciciela.
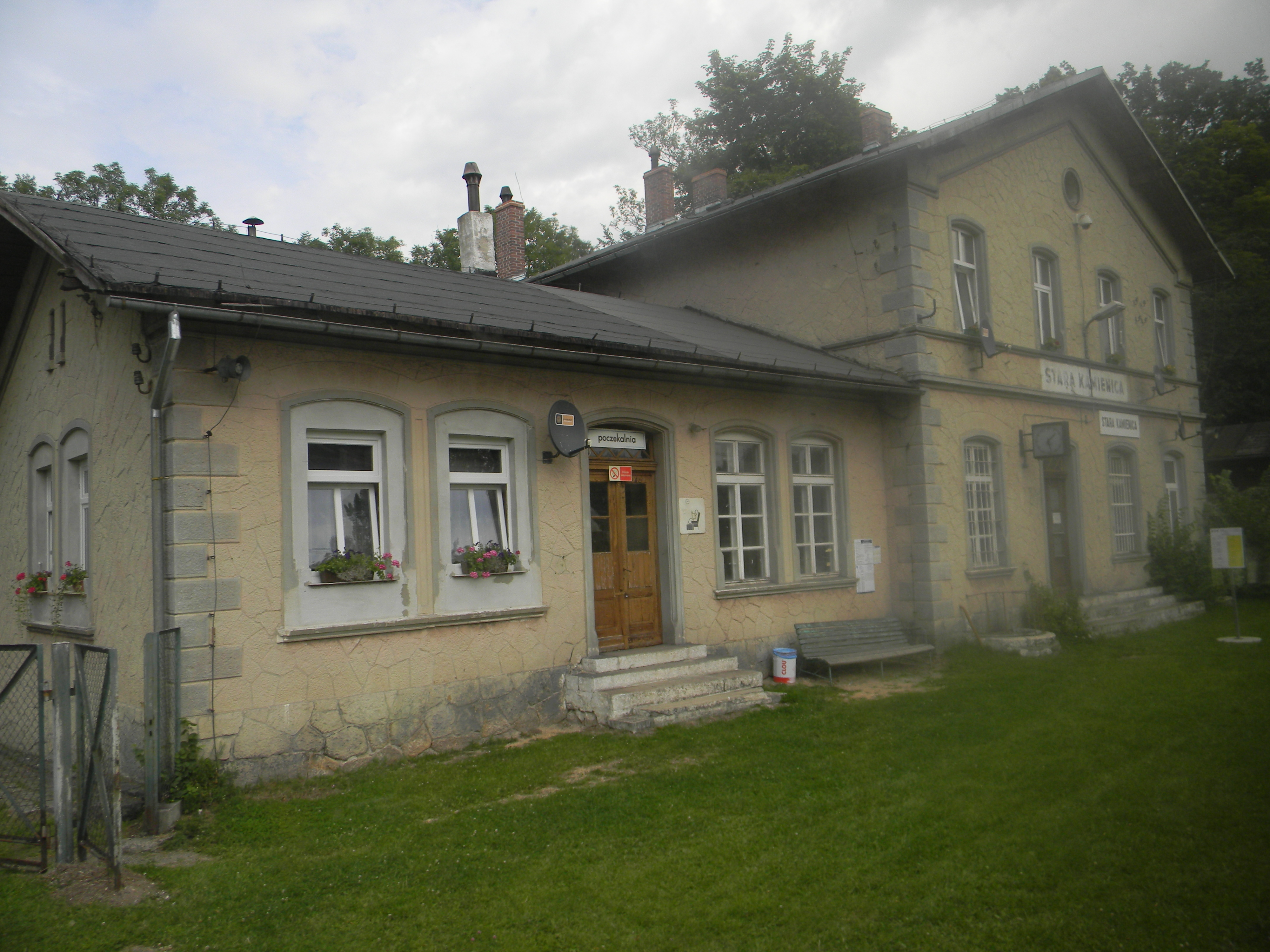
Budynek stacji kolejowej w Starej Kamienicy.
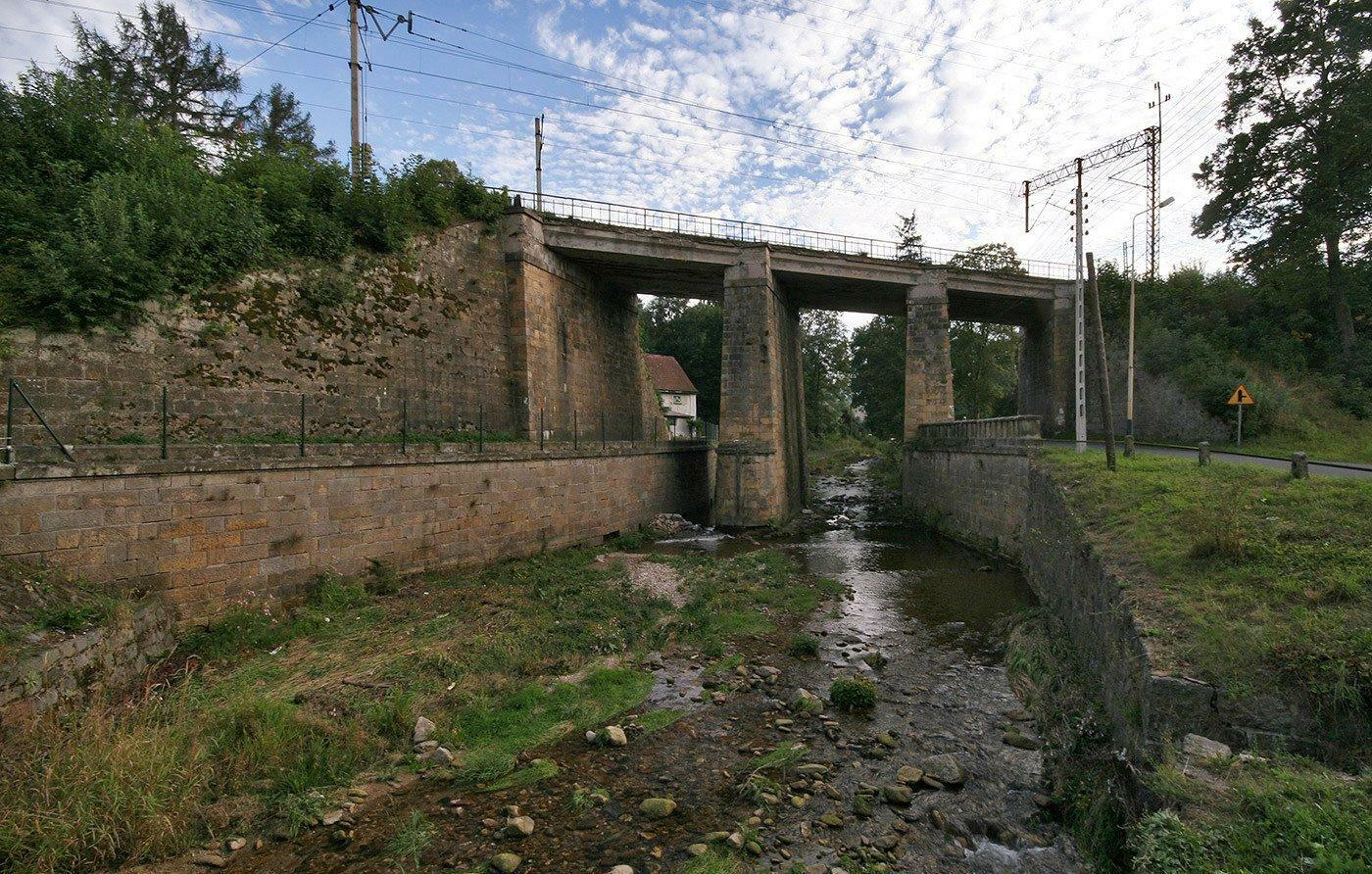
Rzeka Kamienica i wiadukt w Starej Kamienicy.
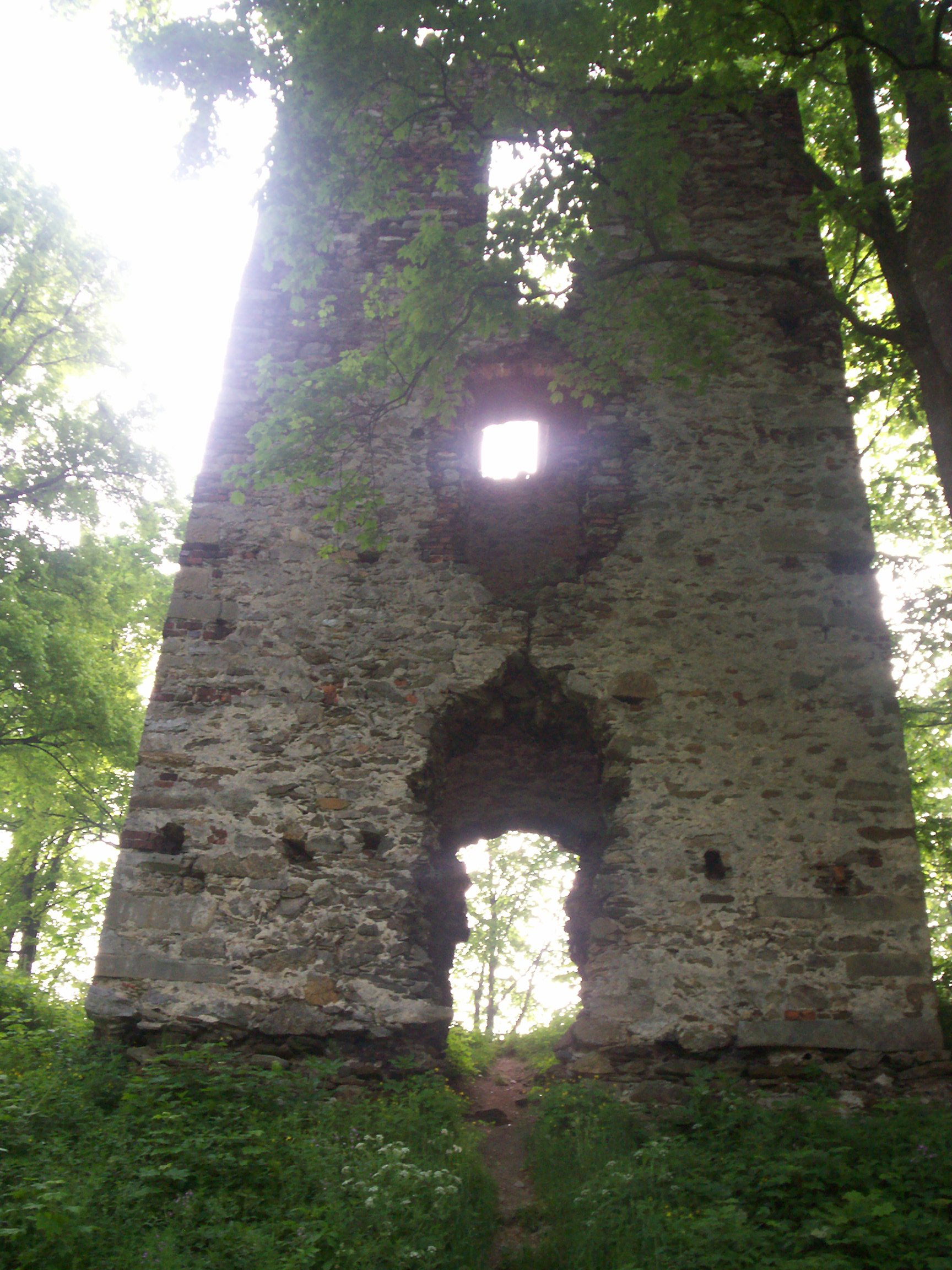
Ruiny starokamienickiego zamku.
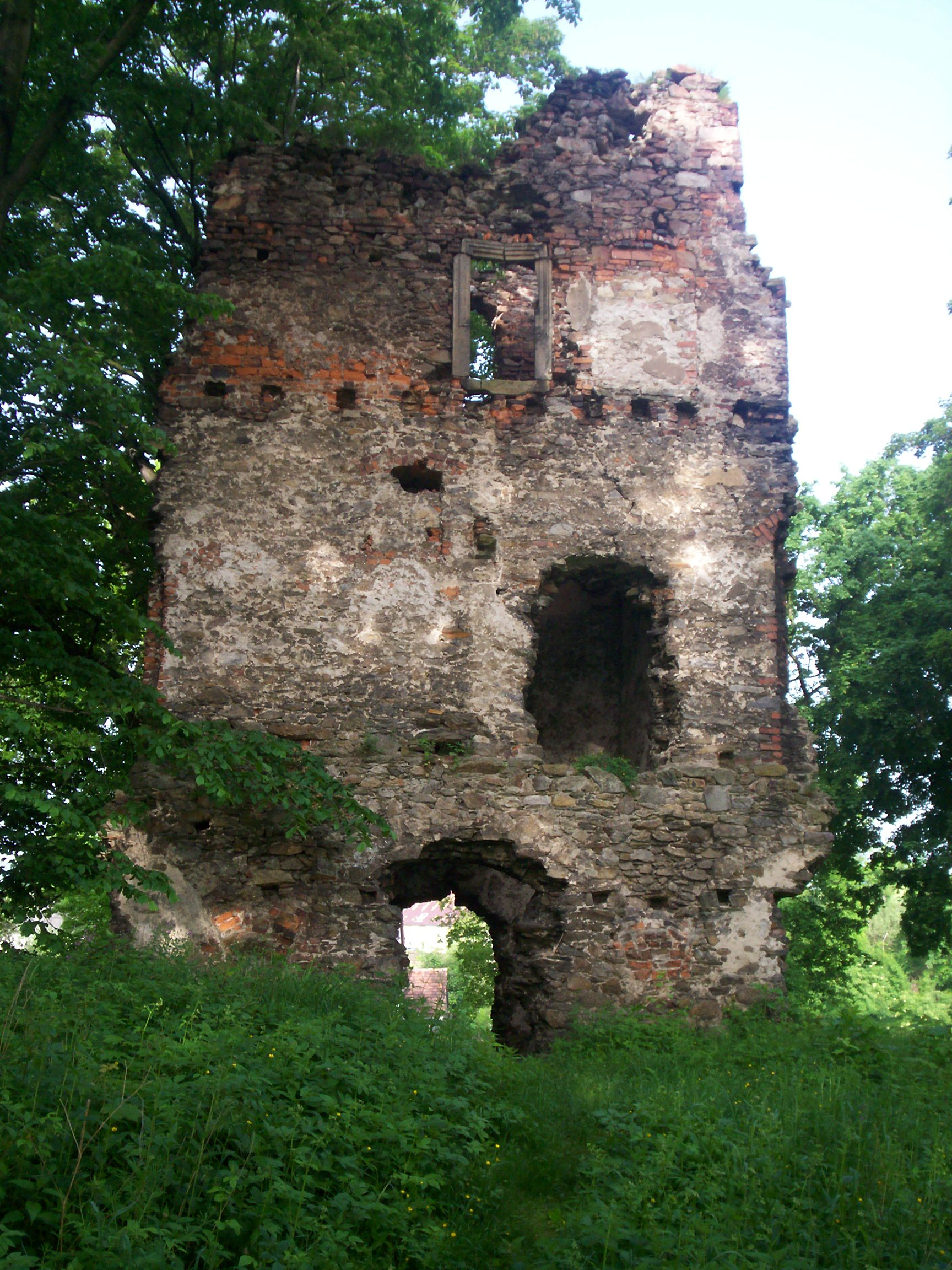
Ruiny starokamienickiego zamku.
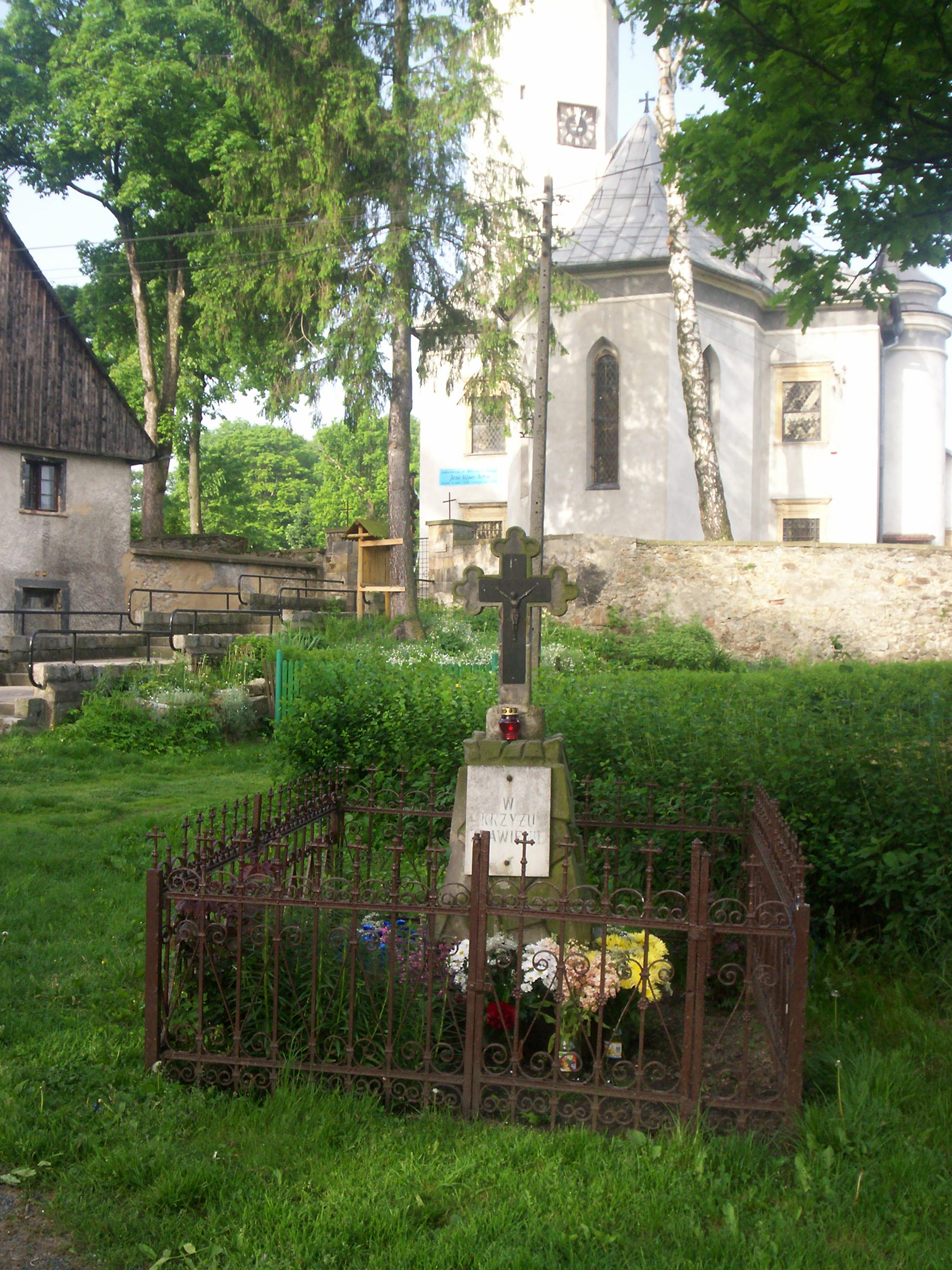
Krzyż przydrożny w Starej Kamienicy.
Plan miasta z 1886 roku.